# Сім'я Феміди
Сім'я Феміди — це велика сім'я астероїдів, розташована в зовнішній частині головного поясу астероїдів між орбітами Марса і Юпітера. Вона знаходиться на середній відстані 3,13 а. о. від Сонця і є однією із найбільш густонаселених сімей.
Цю сім'ю іноді називають сім'єю Хіраями, на честь японського астронома Хіраями, який її відкрив.
За структурою сім'я диференційована досить чітко: у центрі знаходяться найбільші астероїди, а на периферії сім'ї — менші. Саме до центральної групи і належить астероїд 24 Феміда, на честь якого сім'я отримала свою назву, виявлений 5 квітня 1853 італійським астрономом Анібале де Гаспарісом, на честь якого названий астероїд (4279) Де Гаспаріс .
В даний час виявлено понад 500 членів даної сім'ї. Внутрішня межа сім'ї проходить на відстані 3,08 а. о., а зовнішня на відстані 3,24 а. о.
|     | ap        | ep   | ip  |
| --- | --------- | ---- | --- |
| min | 3,08 a.о. | 0,09 | 0°  |
| max | 3,24 a.о. | 0,22 | <3° |

Сім'я Феміди є одніїю із найстаріших динамічних сімей і складається з темних вуглецевих астероїдів типу C, за складом аналогічних хондритним метеоритам.

## Найбільші астероїди сім'ї[1]
| Ім'я         | Діаметр  | Велика піввісь | Нахил орбіти | Ексцентриситет орбіти | Рік відкриття |
| ------------ | -------- | -------------- | ------------ | --------------------- | ------------- |
| 24 Феміда    | 198 км   | 3,137 а. о.    | 0,752 °      | 0,125                 | 1853          |
| 62 Ерато     | 106,9 км | 3,128 а. о.    | 2,229 °      | 0,171                 | 1860          |
| 90 Антіопа   | 115,9 км | 3,149 а. о.    | 2,207°       | 0,165                 | 1866          |
| 104 Клімена  | 136,5 км | 3,149 а. о.    | 2,791°       | 0,159                 | 1868          |
| 171 Офелія   | 130,8 км | 3,131 а. о.    | 2,546°       | 0,132                 | 1877          |
| 222 Лючія    | 55,3 км  | 3,141 а. о.    | 2,149°       | 0,131                 | 1882          |
| 223 Роза     | 79,8 км  | 3,095 а. о.    | 2,737 °      | 0,115                 | 1882          |
| 316 Ґоберта  | 55,1 км  | 3,178 а. о.    | 2,746°       | 0,136                 | 1891          |
| 379 Гуенна   | 84,8 км  | 3,138 а. о.    | 2,670°       | 0,185                 | 1894          |
| 383 Яніна    | 43,48 км | 3,163 а. о.    | 2,633°       | 0,163                 | 1894          |
| 468 Ліна     | 60,2 км  | 3,132 а. о.    | 2,514°       | 0,197                 | 1901          |
| 492 Ґісмонда | 53,4 км  | 3,113 а. о.    | 1,619°       | 0,177                 | 1902          |
| 515 Аталія   | 41,2 км  | 3,126 а. о.    | 2,037°       | 0,172                 | 1903          |
| 526 Єна      | 44,8 км  | 3,122 а. о.    | 2,173°       | 0,134                 | 1904          |
| 767 Бондія   | 43,0 км  | 3,120 а. о.    | 2,412°       | 0,181                 | 1913          |
| 846 Ліпперта | 52,4 км  | 3,135 а. о.    | 0,264°       | 0,182                 | 1916          |